# Red Herring
Red Herring är ett medieföretag i San Francisco, USA, som publicerar ett innovationsmagasin, en online-nyhetstjänst med tekniknyheter, tekniknyhetsbrev och som anordnar evenemang för ledande personer inom teknikbranschen.
Red Herring startade 1993 som ett affärsmagasin för teknikbranschen, av den tidigare bankmannen Anthony Perkins. Magasinet hade goda tider under 1990-talets IT-boom, med global distribution och representation i Bangalore, Peking och Paris. Red Herring blev inte minst annat känt för sina Red Herring Top 100-listor över framstående uppstartsbolag. Red Herring Top 100 började publiceras 1996 och täckte Asien, Europa och Amerika. De sponsrade också konferenser för att föra samman riskkapitalister, entreprenörer och teknikutvecklare. Red Herring fick svårigheter i samband med IT-kraschen under 2000-talets första år och upphörde att komma ut i tryckt form 2003. Alex Vieux köpte och återstartade Red Herring som en webbplats i september 2003, för att därefter återuppta utgivning i tryckt form i november 2004. Utgivning i tryckt form upphörde igen 2007. Utgivningen fortsatte i elektroniskt format till 2011. Red Herring har därefter fortsatt att publicera onlinenyheter från tekniksektorn, och publicerar fortsatt Red Herring Top 100-listorna.